# Orígenes del movimiento obrero en España

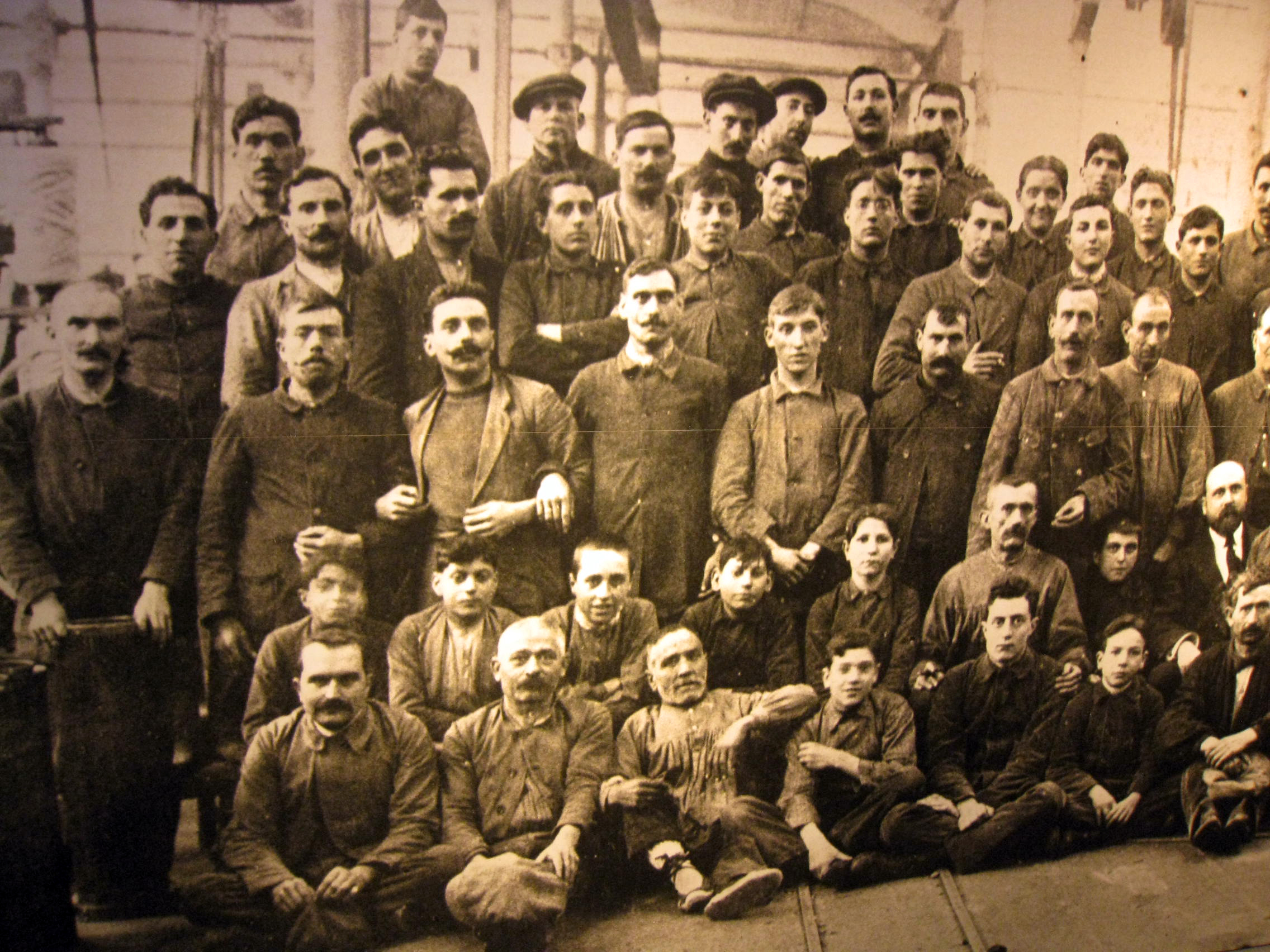
Trabajadores de una fábrica textil catalana

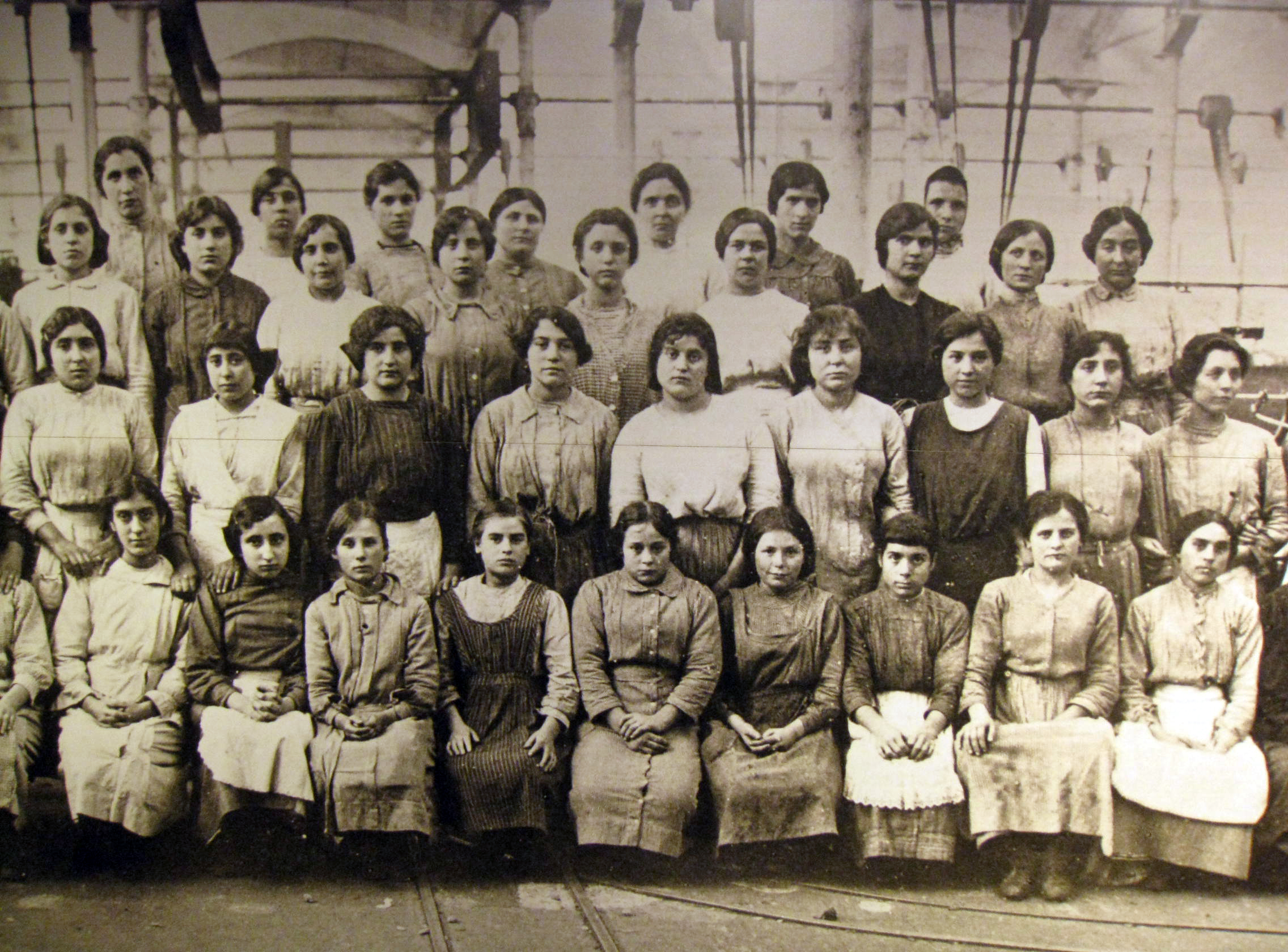
Trabajadoras de la misma fábrica

Los orígenes del movimiento obrero en España se sitúan en Cataluña en las décadas de 1830 y 1840 ya que era el único lugar de España donde existía una industria moderna, el sector textil algodonero. Allí se produjeron los primeros conflictos entre obreros y patronos y allí se fundó en 1840 el primer sindicato —sociedad de resistencia se le llamaba en la época— de la historia de España, la Asociación de Tejedores de Barcelona. También en Cataluña, tuvo lugar la primera huelga general en 1855, durante el bienio progresista —un periodo de extensión del movimiento a otras zonas de España—, y también en Cataluña se reunió el primer Congreso Obrero en 1865, seguido de otro en 1868, este último celebrado después del triunfo de la Revolución Gloriosa de 1868, que al reconocer por primera vez la libertad de asociación puso fin, al menos momentáneamente, a las persecuciones y prohibiciones que había sufrido el obrerismo incipiente durante los cuarenta años anteriores.
Con la formación en España de los dos primeros grupos de la Primera Internacional en 1869, uno en Madrid y otro en Barcelona, comienza una nueva etapa en la historia del movimiento obrero en España, en la que, como advierte Manuel Tuñón de Lara, «por vez primera, la conciencia de clase se expresaba a un nivel en que se ponía en tela de juicio la totalidad del sistema de relaciones de producción, instituciones y valores».

## Últimos años del reinado de Fernando VII y regencia de María Cristina (1821-1840)
Como primer conflicto de la nueva era industrial se suele señalar el motín de Alcoy del 2 de marzo de 1821, durante el cual fueron quemadas 17 máquinas de hilar. Los sublevados, unos 1200 hombres, exigieron además que se desmontasen las máquinas restantes. Se trató, pues, de la primera muestra de ludismo en España —y una de las primeras en Europa continental—. En 1823 eran destruidas varias máquinas de hilar y cardar en Camprodón lo que dio lugar a la promulgación al año siguiente de una Real Orden para prevenir actuaciones de este tipo.
Los primeros conflictos laborales modernos propiamente dichos tuvieron lugar en Cataluña pues era el lugar donde existía una industria moderna, la textil algodonera. Ya en 1827 los obreros se quejaban de que los patronos alargaban la longitud fijada de las piezas a tejer, lo que obligó a intervenir a las autoridades. Las mismas quejas se vuelven a repetir en 1831, a lo que los patronos contestan que los obreros no hagan fiesta los lunes y así ganarían más a la semana. De nuevo intervino la autoridad, que fijó la longitud máxima de cada pieza en 35 canas.

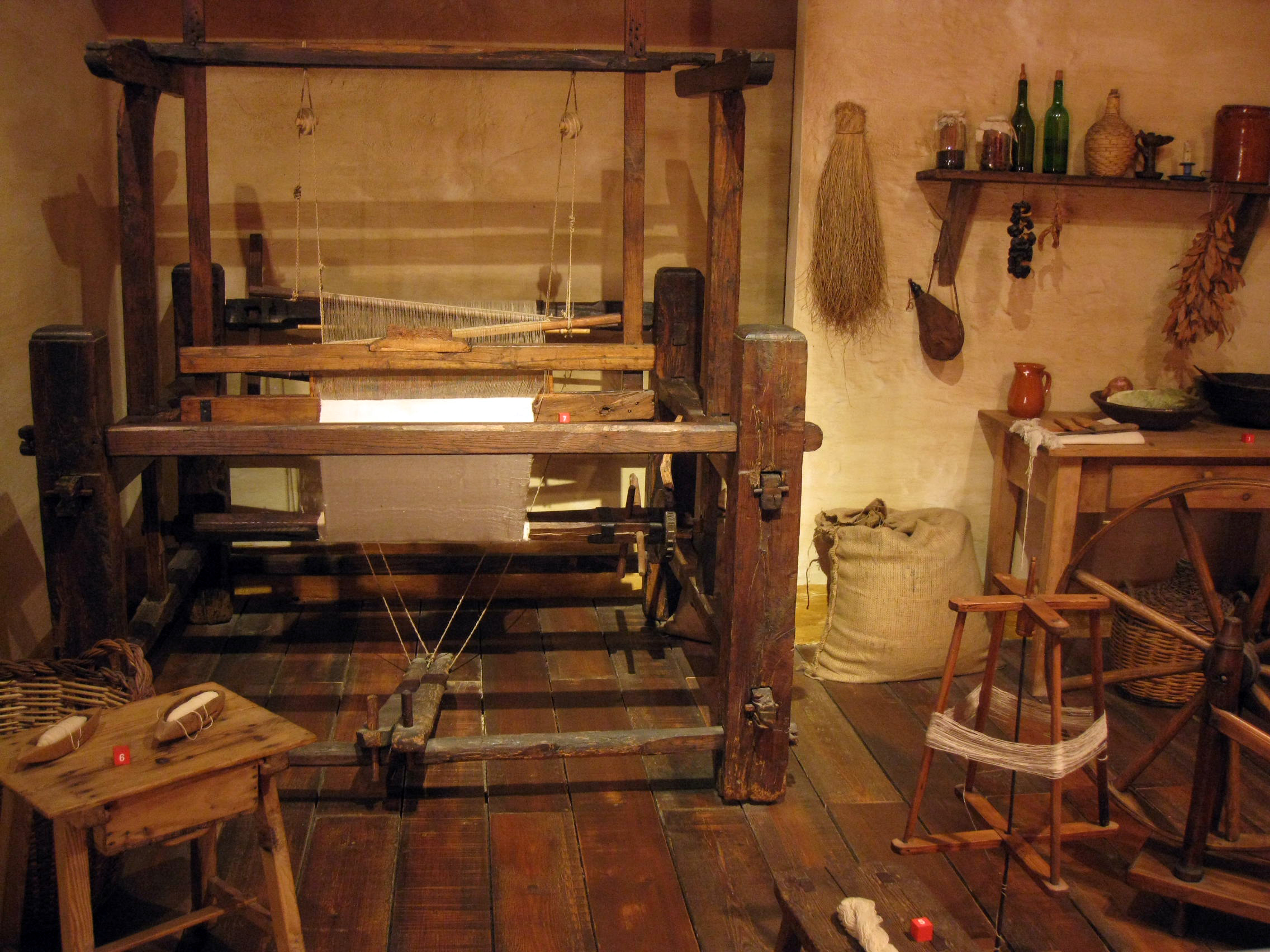
Telar manual catalán

En 1834 los obreros del sector textil vuelven a quejarse al capitán general de Cataluña sobre la práctica de los patronos de alargar la longitud de las piezas o de reducir los jornales. La Comisión de Fábricas responde que los obreros «holgazanean», pierden tiempo comiendo bocadillos y bebiendo vino, además de negar que los patronos estén disminuyendo los salarios «al menos en la generalidad». El capitán general reunió a dos representantes de la Comisión de Fábricas y dos de la Junta de Comercio para recomendarles que en lugar de alargar la longitud de las piezas cuando había crisis redujeran los días de trabajo a la semana. La misma reivindicación se volvió a repetir en 1835 aunque esta vez la Junta de Comercio, después de insistir en el principio de la «libertad de contratación» entre el «fabricante» y el «operario», reconoció los bajos salarios y que «en efecto, algunos pocos fabricantes han exigido mayor tiro del corriente a los tejidos». Durante las bullangas de Barcelona de julio y agosto se produjo el incendio de la fábrica Bonaplata por los amotinados, «convencidos de que los telares movidos por máquinas disminuían la producción del trabajo manual», según relató el gobernado militar, general Pastor. Cuatro obreros fueron fusilados como presuntos autores de los hechos y otros muchos fueron condenados a penas de prisión. Además el gobernador civil estableció unas bases de trabajo que incluían una Comisión inspectora de fábricas a la que debían dirigir los obreros sus quejas, sufriendo «la pena de ocho días de arresto» los obreros que en lugar de acudir a ella «moviese cuestión en la fábrica o fuera de ella a pretexto de que el fabricante no cumple lo mandado» en las bases de trabajo, y que si reincidía «será expelido de esta ciudad como hombre díscolo y perjudicial a la sociedad, se circulará aviso a todos los fabricantes para que no le admitan en sus fábricas, y si por sus hechos diese lugar a tumulto o asonada será entregado al tribunal competente como perturbador del orden público». Después del incendio de la fábrica de Bonaplata hubo otros casos de destrucción de máquinas, como en Sabadell en 1836.
En esos años tienen lugar los primeros intentos de formar sociedades obreras, como lo demuestran las repetidas quejas a la Comisión de Fábricas por parte de los patronos contra «los obreros díscolos» o los «obreros ingratos» y contra «una especie de complot para pedir alza de jornal» —referencia a lo que más adelante se llamará huelga—, lo que demuestra según Manuel Tuñón de Lara, «un nuevo estado de conciencia, caracterizado porque el trabajador siente la necesidad de asociarse para lograr» sus fines laborales o salariales. Al principio tuvieron un carácter temporal con una finalidad concreta, pero las comisiones obreras formadas para discutir las reivindicaciones con los patronos pidieron al capitán general de Cataluña que las autorizara para convertirse en asociaciones permanentes. También se dirigieron a los síndicos del Ayuntamiento de Barcelona. Así una comisión formada por tres obreros se entrevistó con ellos: «Hablaron de la facilidad que tienen los principales fabricantes de poder mancomunarse en un convite en la fonda de Gracia u otra parte, por razón de su reducido número, arrastrando su opinión la de los demás, al paso que los jornaleros para entenderse solamente necesitaban la mayor publicidad».

## Regencia de Espartero (1840-1843)
En febrero de 1839 se promulgó una Real Orden que autorizaba la formación de sociedades de ayuda mutua y beneficencia. Aprovechando esta nueva cobertura legal la asociación de tejedores que probablemente se había formado en el verano de 1839 y que contaba con unos 3000 miembros —y cuya actividad había dado lugar a un bando del jefe político de Barcelona del 23 de mayo de 1840 en que se prohibía «que se hagan suscripciones, ni se tengan reuniones para formar asociaciones» sin previo aviso de las autoridades— se constituye el 26 de septiembre de 1840 en Sociedad Mutua de Tejedores de Barcelona, presidida por Joan Munts. El 8 de diciembre se celebró la primera asamblea de la sociedad.

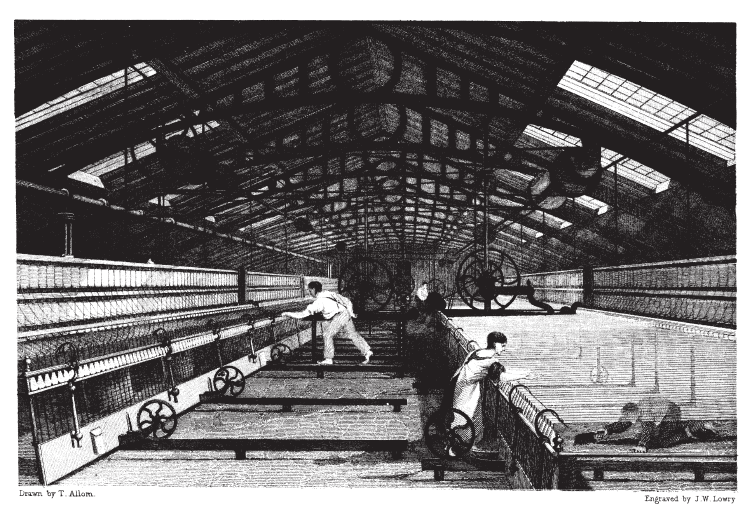
Fábrica con máquinas hiladoras mule-jennies

En aquel otoño de 1840 aumentó la tensión social. Las fuentes de la época constatan «las desavenencias y disturbios registrados de algún tiempo entre fabricantes y operarios, dando por resultado el cierre de muchas fábricas». Algunos industriales llegaron a atribuir los conflictos «a una mano oscura, pagada acaso por el extranjero, para hundir la industria catalana». Para hacer frente a esta situación se creó en noviembre una comisión de arbitraje, formada por representantes de patronos y obreros. Sin embargo, los obreros encabezados por Juan Munts dimitieron en marzo de 1841 por considerarla ineficaz.
La Sociedad de Tejedores se extendió fuera de Barcelona alcanzando los 15 000 afiliados, 7000 de la capital y 8000 de las localidades de la provincia, y sirvió de ejemplo para la constitución de sociedades en otros oficios, como hiladores y tintoreros. Como ha señalado Josep Termes, a partir de la fundación de la Asociación de Tejedores «nace un movimiento obrero societario, basado en las llamadas sociedades de resistencia, que calcan la estructura de los viejos oficios gremiales, pero rechazan su forma organizativa basada en la existencia de maestros, oficiales y aprendices, sustituidos todos ellos por la nueva categoría de obrero de fábrica y oficio, que es un asalariado».
Sin embargo, el gobierno del general Espartero, a quien los miembros de la sociedad de tejedores habían aclamado cuando entró triunfalmente en Barcelona en junio de 1840 tras su victoria en la primera guerra carlista, ordenó que las sociedades obreras se ciñeran estrictamente a sus fines de protección y socorro amenazando con penas de prisión para los que coartaran «la libre contratación de obreros y patronos», además de impedir las reuniones que no estuvieran autorizadas. La tensión que se vivió en Barcelona culminó con la prohibición de la Sociedad el 9 de diciembre de 1841, decisión que fue aplaudida por la Comisión de Fábricas mediante una carta enviada al general Espartero en la que le agradecían que hubiera atendido su petición «para cortar los males que amenazan a estas fábricas con la organización de la llamada Sociedad de jornaleros». Pero la Sociedad respondió con un llamamiento publicado el 22 de diciembre en el Diario de Barcelona que decía:

Nuestra asociación no necesita la aprobación ni reprobación de nadie; con los derechos que nos conceden la naturaleza y la ley tenemos bastante y los que digan lo contrario son nuestros perturbadores; por consiguiente, nuestra asociación es un lazo voluntario y recíproco que no está sujeto a disolución…

Pocos días después buscaron el apoyo del ayuntamiento, y finalmente consiguieron su objetivo pues el 29 de marzo de 1842 se promulgó una Orden por la que el Regente Espartero volvía a autorizar la sociedad «a condición de que fuese apolítica y local».
Tras la sublevación de Barcelona de noviembre de 1842 que fue aplastada por Espartero ordenando el bombardeo de la ciudad, y en la que participaron muchos obreros, el capitán general de Cataluña acusó a «la Sociedad Mutua de Protección de Tejedores de ambos sexos… fundada en 1840 bajo el único y aparente carácter de una asociación filantrópica de recíproco socorro» de ser responsable de muchos de los sucesos y el 16 de enero de 1843 la declaró disuelta y además prohibió «toda otra asociación que hubiese de cualquiera otro ramo de la industria». Pero la sociedad mantuvo su actividad bajo la cobertura de la «Compañía Fabril de Tejedores de Algodón», constituida por los talleres cooperativos organizados por los tejedores el año anterior, gracias a un préstamo del Ayuntamiento, que fue autorizada en mayo de 1843. Estos talleres daban trabajo a 200 obreros y socorrían a 700 personas, pero a partir de 1844 comenzaron a sufrir pérdidas y acabaron siendo traspasados a una empresa privada en 1848.
El funcionamiento «clandestino» de la sociedad legalmente disuelta se volvió a plantear tras el fin de la revuelta de la «Jamancia» de Barcelona entre septiembre y noviembre de 1843 y en la que de nuevo habían participado activamente los obreros. Esta vez el propio presidente de la sociedad Joan Munts había mandado una de las compañías que formaron los sublevados. Así en la primera reunión que mantuvo el capitán general con las autoridades y corporaciones de Barcelona se trató de la subsistencia de «una Asociación de Tejedores para auxilios mutuos o fines benéficos, sin mezcla alguna de política…».

## Década moderada (1844-1854)
La sociedad de tejedores siguió funcionando «clandestinamente» en los años siguientes como lo prueba que fuera mencionada en octubre de 1845 por el jefe político de Barcelona para dirimir un conflicto laboral y que en 1850 un bando del gobernador amenazara a las «sociedades creadas sin autorización» con llevar a sus miembros ante los tribunales aplicándoles las leyes sobre las sociedades secretas. En otro bando amenazaba también a los perturbadores que «formen coaliciones con objeto de que no se trabaje». En 1852 un nuevo bando, esta vez del capitán general, advertía a los perpetradores de desórdenes y «crímenes» que serían juzgados por comisiones militares. Al año siguiente se reiteraba la prohibición de las «coaliciones» —el término empleado entonces para referirse a las huelgas—.
En esos años aparecen algunas sociedades de socorros mutuos fuera de Cataluña como la denominada «el Taller» de Valencia o la «Sociedad de Socorros Mutuos entre Tejedores de Béjar». Asimismo se fundan asociaciones culturales obreras como «La Velada de Artistas, Artesanos, Jornaleros y Labradores», nacida en Madrid en 1847, que más tarde adoptó el nombre de «Fomento de las Artes» o el orfeón popular compuesto por obreros fundado en Barcelona por Anselmo Clavé en 1850. También se organizan escuelas de adultos como la que fundó en Madrid Antonio Ignacio Rivera y que llegó a contar con 400 alumnos y a publicar un periódico, “El Trabajador” —allí dieron clases Francesc Pi i Margall y Sixto Cámara—.

## Bienio progresista (1854-1856)

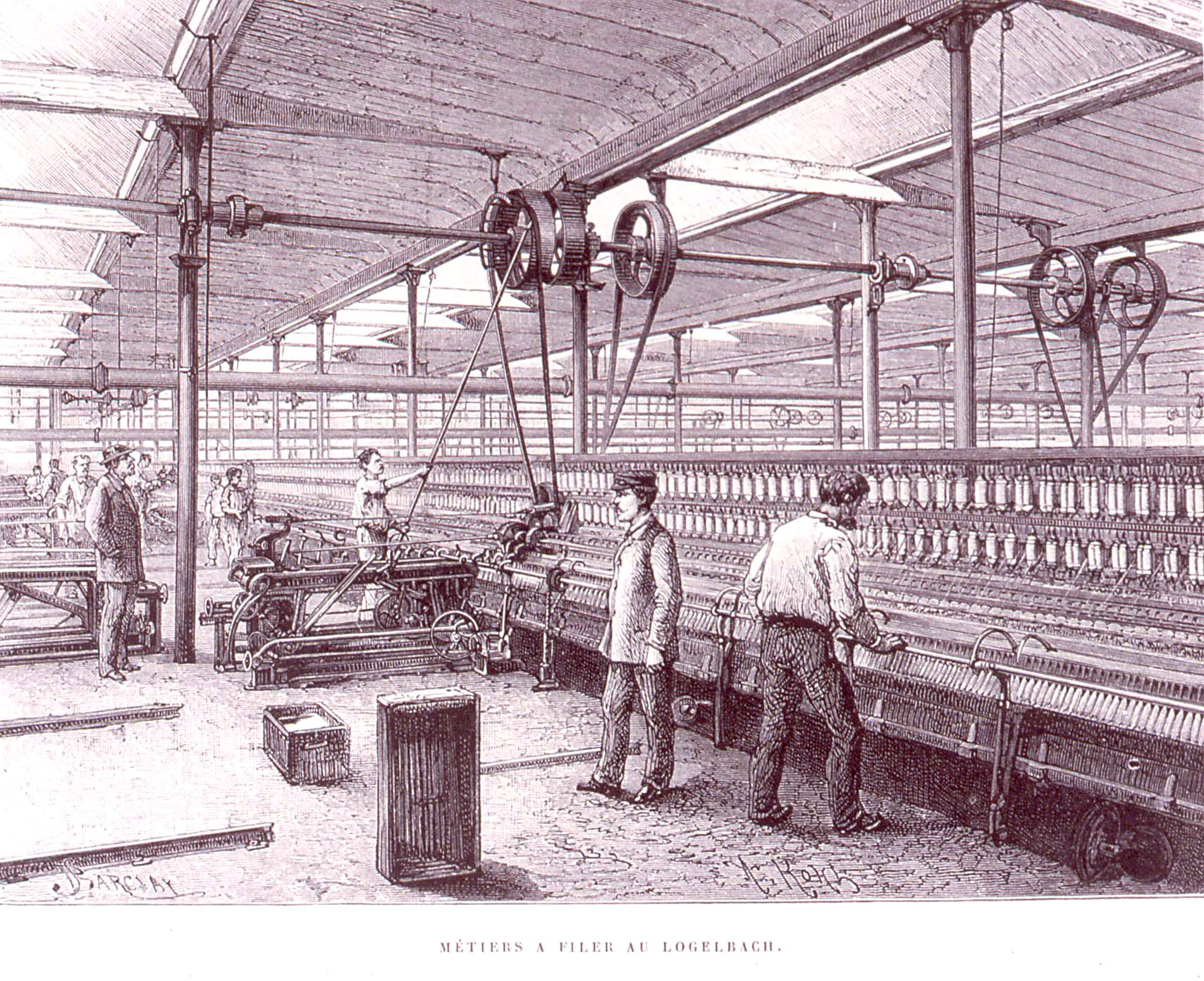
Fábrica con máquinas de hilar selfactinas

El 30 de junio de 1854 comenzó el pronunciamiento conocido como la Vicalvarada que dio inicio al bienio progresista. La primera ciudad en unirse fue Barcelona donde el 14 de julio se inició una sublevación en la que tuvieron un papel destacado los obreros que por primera vez lo hicieron mediante la declaración de una huelga —que ya había tenido un precedente el 29 de marzo—. Al día siguiente se produjeron varios incendios de fábricas que utilizaban las nuevas máquinas de hilar algodón llamadas selfactinas. En uno de los ataques, según informó el cónsul británico, fue asesinado el dueño de la fábrica, su hijo y el capataz de la misma. Tres personas detenidas y acusadas de haber participado en los incendios fueron fusiladas. El capitán general ordenó el día 18 que los obreros volvieran al trabajo pero los hiladores mantuvieron la huelga, consiguiendo que el capitán general prohibiera el uso de las selfactinas y que ordenara que fueran transformadas en otras máquinas de hilar más antiguas y menos eficientes llamadas mule-jennies, aunque los fabricantes no hicieron caso. Solo después de la llegada del nuevo gobernador civil Pascual Madoz el 11 de agosto se alcanzó un acuerdo provisional que puso fin a la huelga. Los hiladores consiguieron media hora más de tiempo en el descanso de la comida, lo que supuso reducir las horas semanales de 75 a 72.
También hubo una importante participación obrera en la sublevación de Málaga obligando a los gobernadores civil y militar a abandonar la ciudad. Se formó entonces una Junta elegida por sufragio universal, y los trabajadores estuvieron en huelga varios días hasta conseguir los aumentos salariales que pedían.
Al año siguiente, fue creciendo conflictividad laboral. El 30 de abril el gobernador civil de Barcelona prohibió tanto los cierres de fábricas por los patronos como el «abandono colectivo del trabajo» por los obreros, además de establecer el requisito de la autorización gubernativa para que las asociaciones obreras pudieran seguir funcionando, y tres semanas más tarde, el 21 de mayo, una Real Orden sobre «libertad de contratación» anulaba lo conseguido por los trabajadores en los acuerdos del verano anterior. Y en este contexto se produjo el juicio y ejecución el 6 de junio de José Barceló —«jefe de la Asociación de Hiladores de esta capital», según comunicó el capitán general al gobierno— como «instigador» de un crimen cometido en el Mas de Sant Jaume, cerca de Olesa de Montserrat, contando el tribunal con la única prueba de la declaración a última hora de uno de los autores del robo y del asesinato cuando estaba a la espera de ser ejecutado. El 21 de junio el capitán general Juan Zapatero dio el paso definitivo en la ofensiva contra de las asociaciones obreras promulgando un bando en que quedaban prohibidas. Once días después se declaraba en Barcelona la primera huelga general de la historia de España. Como dijo el delegado obrero Juan Alsina meses más tarde: «Si Zapatero no hubiese dado la orden de prohibir las asociaciones, la clase obrera hubiera permanecido tranquila en sus talleres aguardando el fallo de la exposición que con fecha del 11 de mayo de 1855 había elevado al Gobierno pidiendo remedio a sus males».
La huelga comenzó a la hora del almuerzo del 2 de julio, cuando los obreros de Barcelona, Gracia, Badalona, Sans y otras localidades de la periferia e Igualada abandonaron las fábricas. Hasta el obispo de Vich se sumó a los llamamientos que hicieron las autoridades para que volvieran al trabajo: «Si en vuestra vida laboriosa tenéis que sujetaros a algunas privaciones, la religión nos enseña la resignación y el sufrimiento, la religión nos consuela, prometiéndonos más abundantes felicidades para una vida venidera, cuanto mayores hayan sido las privaciones en la presente». Pero la huelga continuó bajo el lema escrito en una banderola: «¡Viva Espartero! Asociación o muerte. Pan y trabajo».
El 5 de julio partieron hacia Madrid dos comisiones para entrevistarse con el presidente del gobierno, el general Espartero, al que iban a pedir el reconocimiento del derecho de asociación, la jornada de diez horas y la constitución de un jurado integrado por obreros y patronos. Espartero los recibió fríamente diciendo a «los hijos del pueblo, mis predilectos» que sus reivindicaciones serían atendidas si ponían fin a la huelga. El 8 de julio Barcelona comenzó a recobrar la normalidad, al abrir parte del comercio y reanudarse el trabajo en oficinas y juzgados. Para entonces la represión ya había comenzado: la fragata «Julia» partió hacia La Habana con setenta obreros detenidos a bordo. El 9 de julio hubo manifestaciones en las Ramblas y unidades del Ejército tomaron posiciones en los barrios obreros. Las fábricas abrieron pero casi ningún obrero se reincorporó al trabajo.
Entonces llegó a Barcelona el coronel Saravia, enviado del general Espartero, que mantenía el apoyo de las clases populares, que consiguió finalmente que se pusiera fin a la huelga el 11 de julio haciendo vagas promesas y constituyendo un jurado mixto. «Sarabia en su despacho al Gobierno, se jactaba de que el principio de autoridad salía indemne, de que los presos cumplirían sus penas y de no haber hecho concesiones».
El 7 de septiembre se hizo pública en Madrid una «Exposición presentada por la clase obrera a las Cortes Constituyentes» que estuvo acompañada de una «Alocución a los obreros españoles» en la que se pedía que la respaldaran —la petición fundamental era el reconocimiento del derecho de asociación— y se daban instrucciones para la recogida de firmas. Según Manuel Tuñón de Lara, «fue, probablemente, el primer gran movimiento a nivel nacional, que hacía salir a los trabajadores de su casuística local y tomar conciencia de problemas a nivel de clase, en la categoría de lo que hemos convenido llamar objetivos societarios». La entrega a las Cortes de la «Exposición», redactada por Francesc Pi i Margall y con el respaldo de 33 000 firmas, la mayoría de ellas recogidas en Cataluña, tuvo lugar a finales de diciembre.
En el momento en que se entregó la «Exposición» el Congreso de los Diputados ya llevaba más de dos meses discutiendo el proyecto de ley presentado el 8 de octubre por el ministro de Fomento, Manuel Alonso Martínez, sobre «ejercicio, policía, sociedades, jurisdicción e inspección de la industria manufacturera» que en principio respondía a las promesas hechas por el enviado de Espartero a Barcelona para acabar con la huelga general, pero que dejaba de lado las reivindicaciones obreras más importantes. Dos delegados de los obreros catalanes, que pudieron hablar ante la comisión parlamentaria para reivindicar el derecho de asociación, respondieron al argumento de que «ya estáis asociados… formáis parte de una nación», diciendo: «Esta asociación no garantiza, sin embargo, el valor de nuestras facultades contra las exigencias del capital, ni asegura nuestra vida de hambre». Pero tanto el proyecto de ley como la «Exposición» no llegaron a nada porque en julio de 1856 cayó el gobierno de Espartero y se puso fin a la experiencia del bienio progresista.
Según Tuñón de Lara, durante este periodo se produjo el paso de unas asociaciones obreras donde prevalecía «un simple espíritu mutualista» a otras donde lo característico era «el espíritu de la sociedad de resistencia», «lo que hoy solemos llamar un sindicato». «El objetivo de tipo profesional y el solidario empiezan a ser fundamentales; para lograrlos se tiende ya a una organización de carácter permanente. En torno a esa estructura asociativa, y en parte gracias a ella, se producen ya movimientos en los que participan los no asociados; las huelgas importantes, la campaña de firmas por la "Exposición"…».

## Segunda mitad del reinado de Isabel II (1856-1868)
Tras el bienio progresista las sociedades obreras fueron prohibidas, aunque siguieron funcionando en la clandestinidad como lo demostró la huelga de 1858 de «La España Industrial» de Sans que no se explica sin la existencia de algún tipo de organización. El 10 de junio de 1861 el gobierno de la Unión Liberal presidido por el general O'Donnell aprobó una Real Orden por la que se permitía la formación de sociedades de socorros mutuos denominadas Montepíos, aunque con numerosas restricciones —no podían tener más de 1000 afiliados; se establecía una cuota máxima; los fondos sobrantes debían ser depositados en la caja de ahorros de la capital—. En la Ordenanza que aplicó la Real Orden en Barcelona se prohibía expresamente que sus directores «puedan celebrar juntas o entablar relaciones para el arreglo de ningún asunto que afecte a los trabajadores, y la infracción o falta de cumplimiento de las bases que quedan prescritas ocasionará por sí sola la disolución del Montepío, que la autoridad habrá de ordenar, en el acto, como asociación peligrosa para la conservación del orden público, entregando a los culpables a los tribunales para que sufran además el castigo que merecen». Unos quince mil obreros de Barcelona presentaron un escrito en las Cortes en el que solicitaban «libertad de asociación para combatir al capital de manera noble y pacífica», pero su petición fue rechazada. Hubo alguna iniciativa de abordar la cuestión social por parte de miembros y simpatizantes del Partido Progresista en Cataluña como la fundación en 1862 del Ateneo Catalán de la Clase Obrera.
La situación cambió en 1864 cuando el capitán general de Cataluña, el general Domingo Dulce y Garay, permitió el funcionamiento de hecho de las sociedades obreras, lo que abrió un periodo de libertad, durante el cual aparecieron dos periódicos de cierta importancia, El Obrero y La Asociación, y pudo celebrarse el Congreso Obrero de Barcelona de 1865, todos ellos con el objetivo de lograr el derecho de asociación. Como señala Tuñón de Lara, «lo esencial del proceso de toma de conciencia social se traduce en la convicción de que es necesario asociarse en calidad precisamente de obreros y para "resistir al capital", es decir, con un fin social-profesional. En cambio, hay un gran deslindamiento entre esta actividad socio-profesional y la política, a cargó ésta de demócratas y republicanos, que no dejan de tener influencia en algunos núcleos obreros».
El primer número de El Obrero apareció el 4 de septiembre de 1864, dirigido por Antoni Gusart i Vila, con el objetivo de defender «los intereses del proletariado» y conseguir el derecho de asociación obrera, tanto para la «resistencia al capital» como para formar «sociedades obreras aplicadas a la producción y al consumo», es decir, para formar cooperativas, un movimiento que cobra fuerza por esos años y que además daba cobertura legal a las sociedades de resistencia. El Obrero se editó hasta su suspensión en junio de 1866 por orden gubernativa dentro de la represión desencadenada tras la fracasada sublevación del Cuartel de San Gil en Madrid. El periódico La Asociación, dirigido por Josep Roca i Galès, gran defensor del cooperativismo, también fue víctima de la represión y el 8 de julio de 1866 fue clausurado, por lo que solo llegó a publicar catorce números desde su salida a la calle el 1 de abril de ese mismo año.
El Obrero fue el principal promotor del Congreso Obrero que se celebró el 25 y el 26 de septiembre de 1865 en el Salón Universal de Barcelona y al que asistieron delegados de cuarenta sociedades. El primer acuerdo importante que se alcanzó fue la formación de una federación de sociedades obreras y de centros obreros en aquellos lugares en que hubiera más de una sociedad, de la que sería su órgano oficial El Obrero, y uno de sus objetivos sería propagar «la práctica de las sociedades cooperativas». El segundo fue dirigir una petición al Gobierno para que se reconociese la libertad de asociación, «ya que cuantas exposiciones han sido dirigidas a las Cortes han sido otras tantas piedras tiradas en honda sima». La exposición fue publicada en El Obrero el 7 de enero de 1866, con Gusart como primer firmante.

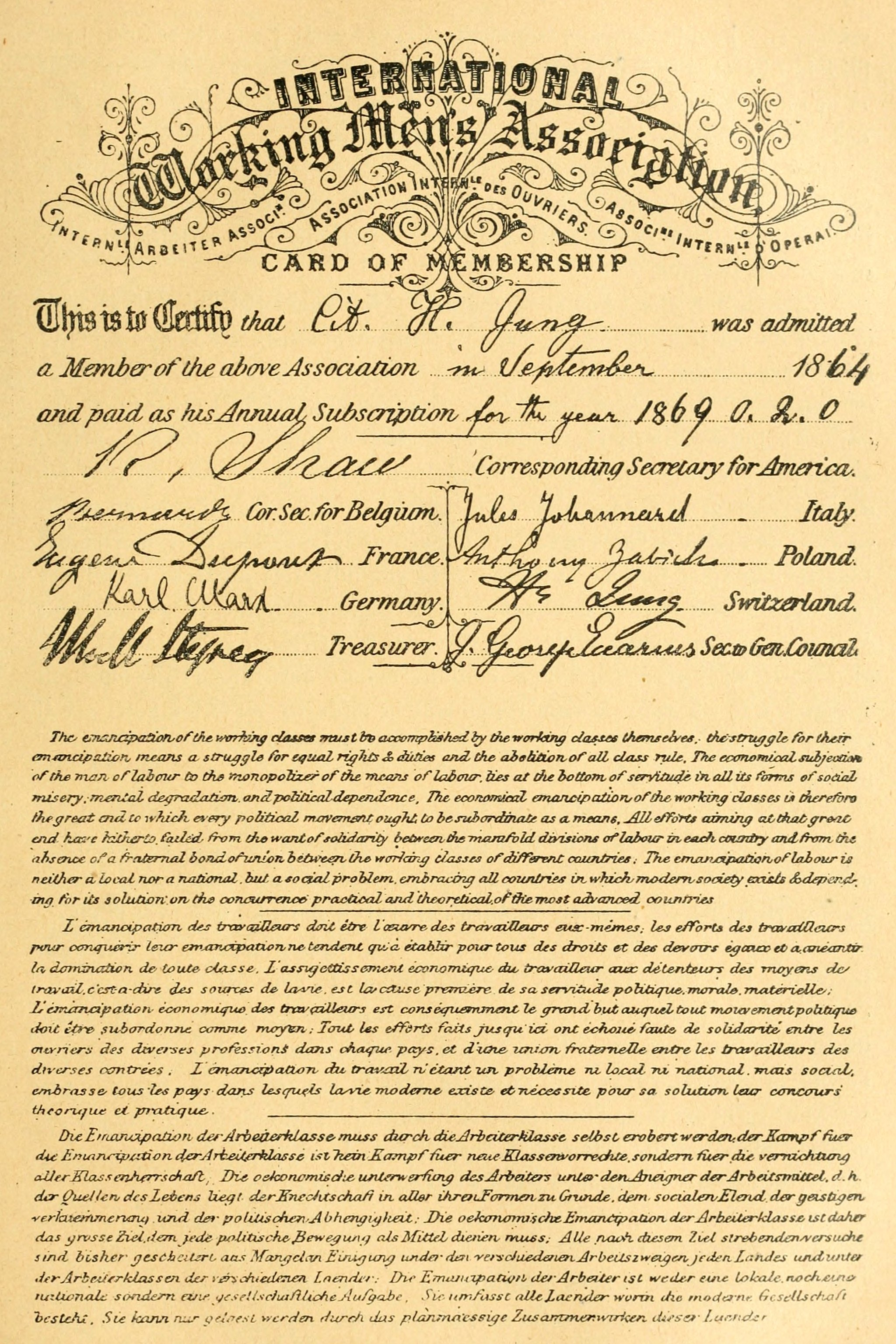
Certificado, expedido en inglés, de pertenencia a la Asociación Internacional de Trabajadores.

Dos años antes el padre Antonio Vicent había fundado los Círculos Obreros Católicos con el objeto de «remediar la apostasía de las masas, del individuo y de las naciones» —el primer círculo fue organizado en Manresa—. En ellos también participaban los patronos, en calidad de «socios protectores». Como ha señalado Tuñón de Lara se trataba «de una organización para obreros, creada desde el exterior, en la que concurren fines religiosos, mutualistas y de "conciliación"».
Por esos años se tiene conocimiento de la existencia de la Asociación Internacional de Trabajadores o Primera Internacional (AIT) fundada en Londres en septiembre de 1864. De la Conferencia que se reúne al año siguiente para preparar su primer Congreso —que se celebraría en Ginebra del 3 al 8 de septiembre de 1866— se hace eco El Obrero en su número del 1 de noviembre de 1865 —el 18 de marzo de 1866 Gusart escribió un artículo sobre la Internacional—. En el II Congreso de la AIT celebrado en Lausana del 2 al 7 de septiembre de 1867 se lee un mensaje enviado desde Barcelona por una llamada «Liga socialrepublicana» y Paul Lafargue, nombrado por el Consejo secretario para España —seguramente por su conocimiento del castellano—, lee una carta enviada desde Madrid. Al III Congreso, celebrado en Bruselas entre el 6 y el 13 de septiembre de 1868, asiste un delegado español, Sarro Magallán, como representante de la llamada «Legión Ibérica del Trabajo» y de «las asociaciones obreras de Cataluña» —su nombre auténtico era Antonio Marsal Anglora, obrero de Barcelona—. Sarro Magallán informó el segundo día del Congreso de la existencia de sociedades clandestinas en Cataluña y en Andalucía. Sin embargo, como ha señalado Tuñón de Lara, «los contactos de la Internacional con España, antes de la revolución de 1868, fueron tan leves como efímeros y nada permite hablar de un movimiento obrero español relacionado con la AIT».

## Inicios del Sexenio Democrático (1868-1870)

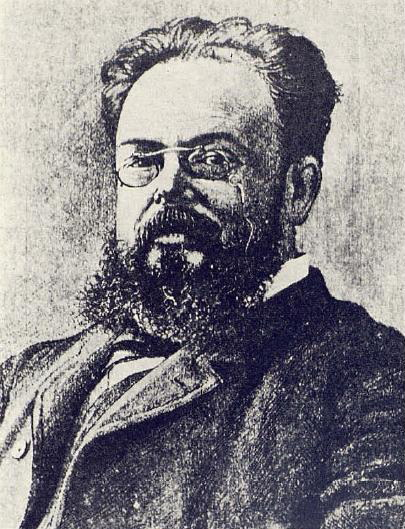
Rafael Farga Pellicer, secretario general de la Dirección Central de las Sociedades Obreras que convocó el Congreso Obrero de Barcelona de 1868. Participó en el Congreso de Basilea de la Primera Internacional donde se relacionó con Bakunin, cuya influencia trasladó al movimiento obrero catalán.

La Revolución de septiembre de 1868 abrió un periodo de libertad en el que las sociedades obreras —en sus dos variantes de sociedades de ayuda mutua y de sociedades de resistencia— pudieron salir de la clandestinidad en que habían vivido durante la mayor parte del reinado de Isabel II. En octubre el Gobierno Provisional de 1868-1871 decretó la libertad de asociación y ese mismo mes se fundó la Dirección Central de las Sociedades Obreras de Barcelona en la que se integraron las que habían subsistido en la clandestinidad y otras nuevas que se crearon entonces. La Dirección Central la formaron sociedades de tejedores a mano y tejedores mecánicos, de panaderos, de canteros, de cerrajeros, de impresores, de ebanistas, de sastres, etc. La Dirección Central hizo público un llamamiento A los obreros de Cataluña en el que los convocaba a la celebración de un Congreso, pues «en todos los países donde las instituciones dan bastante garantía para ello, la clase obrera se reúne, celebra congresos, no sólo locales sino internacionales».
En diciembre de 1868 se celebró el congreso de obreros de Cataluña en el que estuvieron representadas 61 sociedades. Allí se acordó apoyar el establecimiento de la República Federal y la participación de la clase obrera en las elecciones y la publicación del semanario La Federación —que se convertiría en el periódico internacionalista más importante—. También se apoyó el cooperativismo como vía para alcanzar la emancipación social —en febrero de 1869 la Dirección Central pasaría a llamarse Centro Federal de las Sociedades Obreras de Barcelona—. Entre sus dirigentes se encontraban hombres que luego serían figuras destacadas de la FRE-AIT: Rafael Farga Pellicer y Antonio Marsal Anglora, nombrados secretarios de la organización; y Juan Nuet, Jaime Balasch, Clement Bové y Juan Fargas. También se acordó la formación de comisiones mixtas de patronos y obreros en las que discutirían sus reivindicaciones. Una prueba de la relación estrecha entre el movimiento societario catalán y el republicanismo federal fue el hecho de que el obrero Alsina, miembro de la Sociedad de Tejedores de Velos, fuera elegido por Barcelona en la candidatura republicana federal de las elecciones a Cortes Constituyentes de 1869. También resultó elegido Baldomer Lostau i Prats, que luego se integraría en la sección barcelonesa de la Internacional.

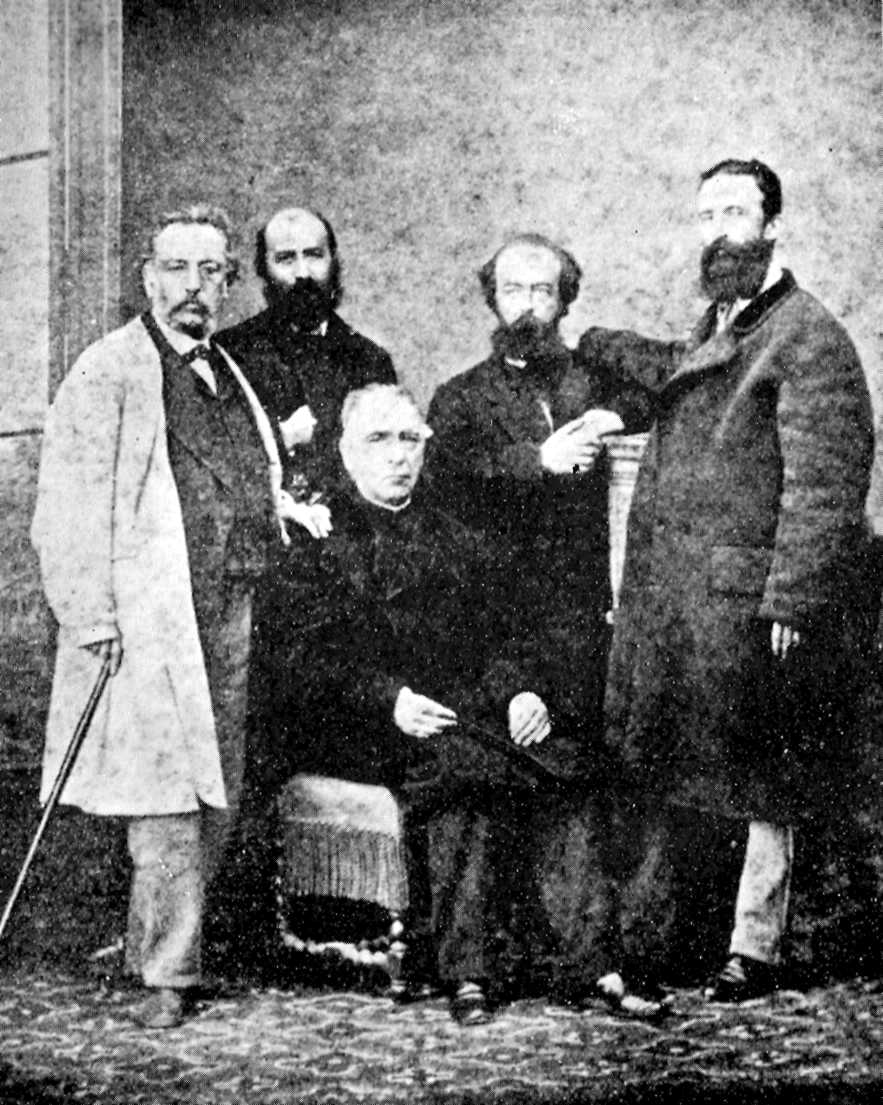
De izquierda a derecha: Fernando Garrido, Arístides Rey, José María Orense (sentado), Elie Reclus y Giuseppe Fanelli.

Aunque la AIT fundada en Londres en 1864 ya era conocida, el contacto directo con la misma se produjo a través del italiano Giuseppe Fanelli, enviado por Bakunin, que llegó a Barcelona a finales de octubre de 1868 donde se entrevistó con los dirigentes de la Dirección Central. Después de pasar por Tarragona, Tortosa y Valencia, acompañado de Elie Reclus, Arístides Rey, Fernando Garrido y José María Orense, Fanelli se dirigió a Madrid adonde llegó el 4 de noviembre. Allí celebró una primera reunión en casa del litógrafo Julián Rubao Donadeu con el grupo de obreros que frecuentaban la agrupación cultural Fomento de las Artes. De allí surgiría el núcleo inicial de la Internacional en Madrid, formado por veintiuna personas: cinco pintores de la construcción, cuatro tipógrafos —uno de ellos Anselmo Lorenzo—, dos sastres, dos grabadores —uno de ellos Tomás González Morago—, dos zapateros, un carpintero, un dorador, un litógrafo, un cordelero, un equitador y un periodista. El grupo se formó el 24 de enero de 1869 pero no se convertiría oficialmente en la sección madrileña de la AIT hasta diciembre de ese año.
Fanelli les proporcionó documentos oficiales de la Internacional pero también de la Alianza Internacional de la Democracia Socialista, la organización anarquista secreta creada en septiembre de 1868 por Bakunin, lo que, según Tuñón de Lara, «iba a influenciar el desarrollo posterior de la Internacional en España y a engendrar un equívoco de gran alcance» —sin embargo Josep Termes considera que se ha magnificado su importancia—. En diciembre la Alianza había visto denegada su petición de ingreso en la AIT pero Fanelli lo desconocía cuando formó el grupo de la Internacional. Ocho miembros del grupo madrileño se integraron también en la Alianza, desconociendo que lo que ésta propugnaba era contrario a lo aprobado por la Internacional, influida por las ideas de Karl Marx. Mientras la Internacional había acordado en su II Congreso «que la emancipación social de los trabajadores es inseparable de su emancipación política» y «que el establecimiento de libertades políticas es una medida principal de absoluta necesidad», la Alianza rechazaba «toda acción revolucionaria que no tenga por objeto inmediato y directo el triunfo de la causa de los trabajadores contra el capital» y propugnaba la desaparición del Estado, sustituido por la «unión universal de las libres asociaciones».

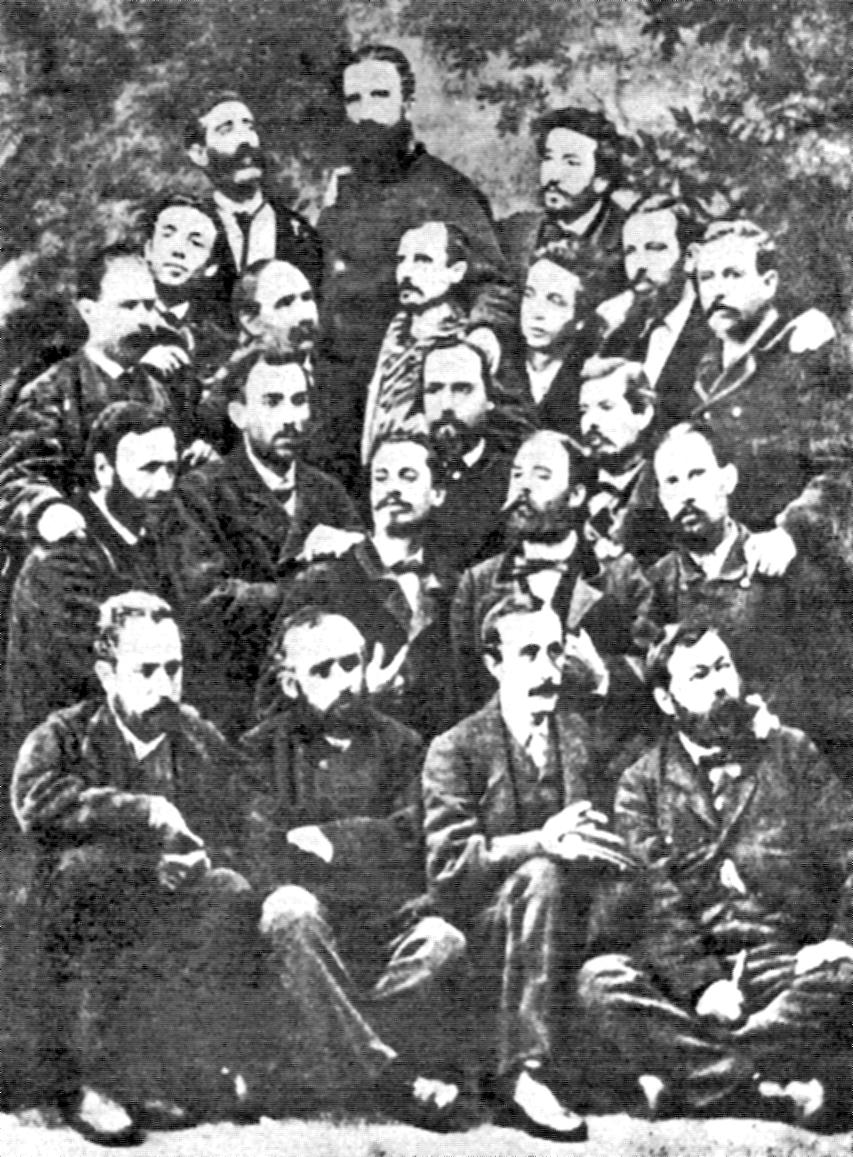
Grupo de fundadores de la Primera Internacional, en Madrid, en noviembre de 1868. Giuseppe Fanelli aparece en el centro, arriba del todo, con una larga barba.

A principios de 1869 Fanelli llegó a Barcelona donde reunió a un grupo de más de veinte obreros en el taller del pintor José Luis Pellicer, tío del tipógrafo Rafael Farga Pellicer, secretario general del Centro Federal de Sociedades Obreras y del Ateneo Catalán de la Clase Obrera. Este grupo, como ha destacado Tuñón de Lara, «iba a actuar en un propicio "campo de cultivo" facilitado por la pluralidad de sociedades obreras de la ciudad condal y la experiencia de acción societaria que allí había. El grupo se transformó en sección barcelonesa de la AIT en mayo de 1869, siete meses antes que el de Madrid. En ambos casos con la misma confusión entre la Internacional y la Alianza, como si fueran la misma cosa. «Así, los primeros afiliados españoles a la AIT creían que el programa de la sociedad secreta bakuninista (supresión del Estado, rechazo de la política parlamentaria, abolición de las clases sociales y colectivización de la propiedad) coincidía con los principios de la Primera Internacional».
Esta «combinación sui generis de los principios aliancistas y de la Internacional» «marcaría un rumbo particular al socialismo anarquista en España, proveyéndolo de una amalgama ideológica que, estrictamente hablando, no era la de la Asociación Internacional de los Trabajadores». Además estos primeros grupos se dotaron de un doble nivel organizativo: uno público y otro secreto.
En septiembre de 1869 dos representantes del núcleo barcelonés, Rafael Farga Pellicer y el médico Gaspar Sentiñón, acudieron al IV Congreso de la AIT que se celebró en Basilea. El primero fue como representante del Centro Federal de Sociedades Obreras, y el segundo de la sección de la Internacional y de la Alianza. El grupo madrileño solo envió un saludo, pues no contaba con dinero suficiente para pagar el viaje. En el Congreso Farga y Sentiñón propusieron que el próximo se celebrara en Barcelona, «la capital industrial de la República federativa ibérica». También presentaron un informe sobre la situación en España tras el triunfo de la Revolución de septiembre de 1868 en el que decían:

Aprovechando un movimiento militar, el pueblo ha derribado el trono, que siempre oprime las fuerzas vivas del trabajo. Los efectos bienhechores de la libertad han dado una gran solidaridad y una gran fuerza a las sociedades poco numerosas, que han sabido resistir a este largo período de opresión. Primero fueron constituidas sociedades de todo género, no solamente en los grandes centros obreros, sino también en las localidades de pequeña industria.[…]
La organización del país es tal que, actuando con inteligencia puede dar en poco tiempo resultados extraordinarios para la Internacional. Barcelona es una ciudad de las más importantes para esto, porque ya el número de corporaciones organizadas es de 38, con 8.080 miembros… El Centro Federal de Sociedades Obreras, constituido después de la "evolución" de septiembre-octubre de 1868, ha logrado organizar y federar algunas de las sociedades obreras en muchos lugares de España. Treinta y cuatro sociedades de Barcelona trabajan en la organización obrera ibérica… Muchas de estas sociedades obreras se han reunido para cooperar con el mismo propósito. Basta comprobar que en España conocemos la existencia de 195 sociedades con más de 25.000 miembros.

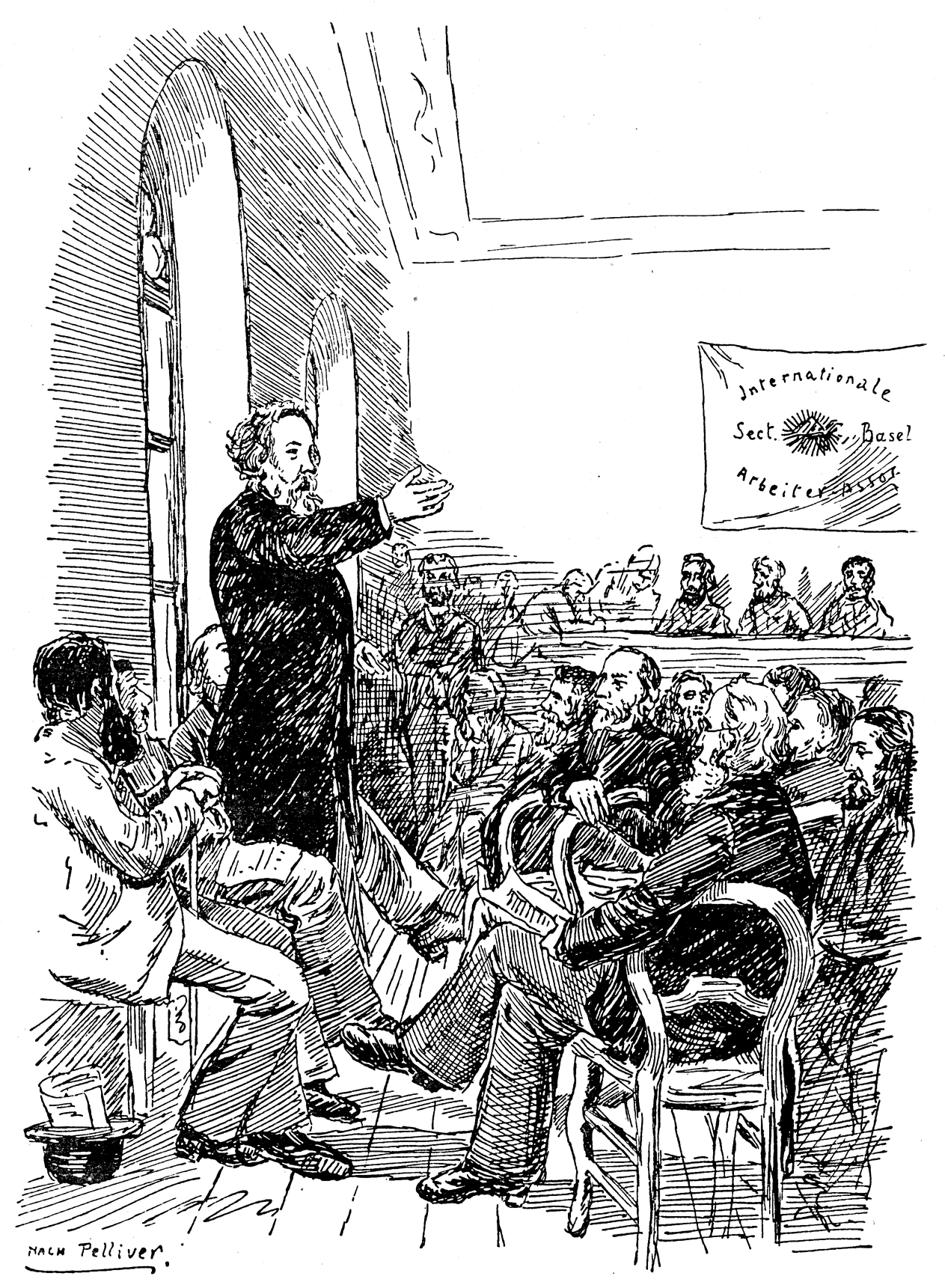
Bakunin en el Congreso de Basilea de la AIT de 1869. Dibujo de Rafael Farga Pellicer.

En Basilea, Farga Pellicer y Sentiñón establecieron una relación estrecha con Bakunin, con el cual ya habían contactado por carta, lo que determinó un cambio en sus concepciones que luego se trasladará al movimiento obrero catalán.
Sin embargo, la mayoría del movimiento societario seguía apoyando al republicanismo federal, aunque el fracaso de la insurrección de septiembre y octubre de 1869, así como el incumplimiento de las promesas del Gobierno Provisional de 1868-1871 de suprimir los consumos y las quintas, hizo crecer el sentimiento antipolítico lo que propició que los internacionalistas/aliancistas intensificaran su campaña de propaganda contra el Partido Republicano y contra la participación obrera en las elecciones. También ayudó a la difusión del antipoliticismo la dura represión policial que se desencadenó con motivo del «motín contra las quintas» de Barcelona de abril de 1870. «En este ambiente fue posible que el núcleo dirigente bakuninista barcelonés hiciera triunfar algunas de sus propuestas en el primer congreso obrero español, que tuvo lugar en Barcelona en junio de ese año».
En enero de 1870 el grupo de Madrid, que ya contaba con 23 secciones de oficio, sacó a la calle el periódico La Solidaridad, en cuya redacción participaban Vicente López, Hipólito Pauly, Máximo Ambau, Juan Alcázar, Anselmo Lorenzo, Francisco Mora y Tomás González Morago. En su número del 12 de febrero La Solidaridad propuso la celebración de un congreso obrero en Madrid el primer domingo del mes de mayo, pero la sección de Barcelona alegó que la capital contaba con pocas sociedades obreras, y el periódico La Federación propuso que se consultara a los centros federales, organizándose una votación en la que participaron afiliados de 26 localidades de toda España. Ganó Barcelona, que obtuvo 10.030 votos, mientras Madrid consiguió 3.370, quedando muy por detrás Zaragoza (694 votos), Valencia (648), Reus (20) y Alcázar de San Juan (8). Barcelona quedó pues designada para celebrar el primer congreso obrero de ámbito estatal de la historia del movimiento obrero en España y la fecha fijada fue el 19 de junio. Pocos días antes de celebrarse el Congreso la Sección de la AIT de Madrid aprobó la siguiente resolución: «se aconseja que la Internacional se separe completamente de todo lo que pudiera tener un carácter de política de clase media».